# Clasificación NEER
Las fracturas de húmero proximal se clasificaran según Neer CS del año 1970, en donde se valorará el desplazamiento y el concepto de parte. La clasificación nos ayudará a tomar una decisión sobre el tratamiento, sin embargo el cirujano debe tomar en cuenta otras características como la edad, el nivel de actividad física e incluso su propia experiencia.

## Clasificación y tratamiento
Fractura en una parte: El grado de desplazamiento es nulo, sin importar la cantidad de fragmentos. Para el tratamiento de este tipo de fracturas usaremos la inmovilización con cabestrillo o Velpeau. El paciente puede comenzar con ejercicios pendulares después de 7 a 10 días después del trauma. Para el control se indican radiografías lo cual ayudará a identificar cualquier cambio en la fractura que nos lleve a un cambio de tratamiento.
Fractura de dos partes: Se considera fractura de dos partes cuando existe un desplazamiento del cuello anatómico, cuello quirúrgico, troquiter y troquín. El tratamiento en este tipo de fracturas consiste en: 
- Cuello anatómico: en pacientes jóvenes se tratará mediante reducción cruenta y osteosíntesis, mientras que en los adultos se realizará un reemplazo protésico. Existe mayor asociación a osteonecrosis.
- Cuello quirúrgico: se puede tratar tanto de forma quirúrgica como de forma conservadora. La forma conservadora se realiza siempre y cuando la fractura sea estable, tomando en cuenta que estable es toda aquella fractura en que los fragmentos se mueven con una sola unidad. También se considera este tipo de procedimiento en los pacientes ancianos, aquellos con una demanda física baja o con enfermedades crónicas. Por otro lado otra variedad de tratamiento es la aplicación de pines o tornillos canulados roscados en su punta, sin embargo este tratamiento debe ser usado solo en pacientes jóvenes con un buen estado de salud. La osteosíntesis y la reducción cruenta aún es el tratamiento de elección en la población joven, usando placas y tornillos, entre las más utilizadas tenemos las de tipo bloqueada. El reemplazo protésico es considerado en pacientes con osteopenia marcada y tiene las siguientes modalidades: hemiartroplastia, artroplastia total o prótesis del hombro en reversa.
- Fractura del troquiter: el tratamiento quirúrgico se debe realizar en fracturas desplazadas de 5 a 10 milímetros (mm) o 5mm de traslación superior. Este tipo de tratamiento consiste en la osteosíntesis y reducción cruenta, lo cual puede o no ser con reparación del manguito rotador. Otro método de tratamiento es la reducción asistida por artroscopia, en el cual podemos observar la extensión del manguito rotador y a su vez realizar la reparación del mismo. Este método está indicado en pacientes con un desplazamiento mayor a 10mm, pacientes jóvenes y aquellos pacientes con un alta rendimiento físico. Su contraindicación es en pacientes con fractura del troquiter conminuta, adultos mayores y un alto grado de desplazamiento.
- Fracturas de troquín: tratamiento conservador salvo el caso de presentar bloqueo de la rotación interna.

Fractura en tres partes: Las fracturas en esta clasificación por lo general son inestables, esto se debe a la acción deformante de los músculos de la zona, por lo general el tratamiento es quirúrgico, excepto en pacientes que no toleran la cirugía. Para este tratamiento utilizaremos placas AO de tipo bloqueadas o no, tratando siempre de preservar el tejido blando con el fin de conservar la irrigación de la zona. El reemplazo protésico se debe utilizar en pacientes ancianos que padecen de osteopenia.
Fractura de cuatro partes: En este tipo de fracturas observaremos el desplazamiento de 3 o más partes. Para el tratamiento dependerá de la edad del paciente. En jóvenes usaremos la reducción cruenta y osteosíntesis con placas, tornillos y cerclajes, mientras que en adultos mayores se realizará el reemplazo protésico primario, esto debido a la alta incidencia de osteonecrosis. En pacientes con fracturas en 4 partes, generalmente adultos mayores, e impactación en valgo se realiza la reducción cruenta y osteosíntesis, considerando el bajo grado de probabilidad de osteonecrosis.
Fractura luxación:
- En dos partes: por lo general se indica un tratamiento conservador, sin embargo el control en este tipo de lesiones debe ser más cuidadosa ya que si existe desplazamiento después de la reducción se debe optar por la cirugía.
- En tres partes o más: el tratamiento dependerá de la edad del paciente. En pacientes jóvenes se realizará la reducción cruenta y osteosíntesis, mientras que en pacientes ancianos se realizará el reemplazo protésico.

Fracturas articulares: En este tipo de fracturas la edad juega un papel importante. Los pacientes con una edad inferior a 40 años se realizará la reducción cruenta y osteosíntesis, mientras que en los adultos mayores de 40 años el tratamiento será un reemplazo protésico.